# Panasonic Lumix DMC-L1
Panasonic Lumix DMC-L1 — цифровой зеркальный фотоаппарат начального уровня компании Panasonic. Это первый зеркальный фотоаппарат, выпущенный компанией. Аппарат оборудован цифровой матрицей стандарта Four Thirds с разрешением 7,5 мегапикселей (максимальное разрешение — 3136 × 2352 пикселя).
В отличие от большинства зеркальных камер своего времени, DMC-L1 позволяет использовать в качестве видоискателя LCD-экран (технология Live View).
В комплекте с камерой поставляется объектив Leica D Vario-Elmarit 14 — 50 мм, f/2.8 — f/3.5 с оптической стабилизацией изображения (Mega OIS).
В сентябре 2006 года появилась камера Leica Digilux 3, конструкция которой основана на DMC-L1.